# Rikša
Ríkša je vozilo, ki ga poganja človek z vlečenjem. Po navadi je to dvokolnica z enim ali dvema sedežema. Rikše so v Aziji uporabljali za prevoz pripadnikov višjih družbenih slojev. V zadnjem času so rikše v več azijskih državah zaradi veliko nesreč prepovedali.
Rikše, ki jih vleče voznik, so v glavnem v Aziji zamenjale kolesne rikše. Takšne rikše so običajne tudi na zahodu, na primer v New Yorku. V Londonu jih imenujejo nožni taksiji (pedicabs), v San Diegu pa dvokolesni taksiji (bike taxis). Tudi za takšne vrste vozil se rabi izraz rikša, vendar se članek izključno ukvarja z rikšami, ki jih vlečejo vozniki.
Beseda »rikša« izhaja iz japonske besede džinrikiša (人力車, 人 džin - človek, 力 riki - moč ali sila, 車 ša - vozilo), kar dobesedno pomeni »vozilo na človeški pogon«.

## Zgodovina
Slika Claudea Gillota »Les deux carrosses« iz leta 1707 kaže dvokolnici, podobni rikšam, v smešnem prizoru. Takšne dvokolnice, znane kot vinaigrettes, zaradi podobnosti s samokolnicami pridelovalcev vinskega kisa, so bile v rabi na pariških ulicah v 17. in 18. stoletju.
Rikše so se prvič pojavile na Japonskem okoli leta 1868, na začetku obnove Meidži. Kmalu so postale priljubljen način prevoza, saj so bile hitrejše od predhodnih palankinov. Tudi človeško delo je bilo veliko cenejše od rabe konjev.
Morebitni izumitelj rikše nam ni znan. Nekateri ameriški viri navajajo kovača Alberta Tolmana, ki naj bi menda iznašel rikšo okoli leta 1848 v Worcestru, Massachusetts za nekega misijonarja. Drugi viri trdijo, da je Jonathan Scobie (ali Jonathan Goble), ameriški baptistični duhovnik in misijonar na Japonskem, izumil rikšo okoli leta 1869 za prevoz svoje invalidne žene po jokohamskih ulicah. Tretji viri menijo, da je izumitelj rikše Izumi Josuke, restavrator v Tokiu, leta 1869.
Spet drugi navajajo, da je rikšo izdelal ameriški baptistični duhovnik leta 1888. To je brez dvoma napačno, saj je v članku dopisnik New York Timesa leta 1877 navedel, da so bile tedaj »džin-riki-še« že priljubljeno prevozno sredstvo, in, da jih je verjetno iznašel Američan med letoma 1869 in 1870.
Japonski viri velikokrat pripisujejo izum rikše Izumiju Josukeju, Suzukiju Tokudžiru in Takajamu Kosukeju, ki naj bi jo izumili leta 1868 na podlagi konjskih kočij, ki so se malo pred tem pojavile na tokijskih ulicah. Leta 1879 je tokijska uprava izdala dovoljenje za gradnjo in prodajo rikš tem trem možem. Na vsaki licenci za delujočo rikšo je moral biti tudi pečat enega od teh treh izumiteljev.
V letu 1872 so v Tokiu uporabljali 40.000 rikš. Kmalu so postale zelo poceni javno prevozno sredstvo na Japonskem.
Okoli leta 1880 so se rikše pojavile v Indiji, najprej v Simli, 20 let kasneje pa v tedanji Kalkuti. Najprej so jih uporabljali kitajski trgovci za prevoz blaga. Leta 1914 so Kitajci zaprosili za dovoljenje za rabo rikš za prevoz ljudi. Kmalu zatem so se rikše pojavile v mnogih velikih mestih Jugovzhodne Azije. Vleka rikše je bila velikokrat prva služba kmetov, ki so se preselili v ta mesta.